# Stereomerus pachypezoides
Stereomerus pachypezoides là một loài bọ cánh cứng trong họ Cerambycidae.